# Sujanpur
Sujanpur è una città dell'India di 21.743 abitanti, situata nel distretto di Gurdaspur, nello stato federato del Punjab. In base al numero di abitanti la città rientra nella classe III (da 20.000 a 49.999 persone).

## Geografia fisica
La città è situata a 32° 19' 20 N e 75° 35' 58 E.

## Società

### Evoluzione demografica
Al censimento del 2001 la popolazione di Sujanpur assommava a 21.743 persone, delle quali 11.345 maschi e 10.398 femmine. I bambini di età inferiore o uguale ai sei anni assommavano a 2.579, dei quali 1.441 maschi e 1.138 femmine. Infine, coloro che erano in grado di saper almeno leggere e scrivere erano 15.423, dei quali 8.539 maschi e 6.884 femmine.